# Сингх, Сардар
Сардар Сингх (хинди सरदार सिंह; род. 15 июля 1986, Сатнагар, Сирса, Харьяна) — индийский хоккеист на траве, игрок сборной Индии и хоккейных клубов Хофдклассе «Блумендал» и Индийской хоккейной лиги «Пенджаб Уорриорз», выступающий на позиции полузащитника. Награждён орденом Падма Шри за заслуги в спорте в 2015 году и высшей спортивной наградой Индии Раджив Ганди Кхел Ратна в 2017.

## Спортивная биография

### Клубная карьера
Сардар Сингх начал профессиональную карьеру в индийском клубе «Чандигарх Дайнамоз». В 2006 году Сингх перешёл в клуб «Хайдарабад Султанс». В 2011 году выступал за бельгийский клуб «Лёвен». С 2013 года Сардар Сингх выступает в нидерландском клубе «Блумендал», с 2016 года — в индийском клубе «Пенджаб Уорриорз». Сардар Сингх был приобретён клубом «Дели Вейврайдерс» за 78 000 долларов.

### Международная карьера
С 2006 года Сардар Сингх выступает за сборную Индии. В составе сборной сыграл 285 матчей и забил 16 мячей.

## Клубы
- 2005 : Чандигарх Дайнамоз
- 2006—2008 — : Хайдарабад Султанс
- 2011 : Лёвен
- 2013—2015 — : Дели Вейврайдерс
- 2013—н.в. — : Блумендал
- 2016—н.в. — : Пенджаб Уорриорз

## Награды
- Чемпион Азии: 2007
- Чемпион азиатских игр: 2014

## Статистика
- Сезон 2013: ХК Дели Вейврайдерс. Сыграл 12 матчей, забил 0 голов.
- Сезон 2014: ХК Дели Вейврайдерс. Сыграл 10 матчей, забил 0 голов.
- Сезон 2015: ХК Дели Вейврайдерс. Сыграл 10 матчей, забил 0 голов.